# Dysmachus hradskyi
Dysmachus hradskyi är en tvåvingeart som beskrevs av Adamovic 1977. Dysmachus hradskyi ingår i släktet Dysmachus och familjen rovflugor. Inga underarter finns listade i Catalogue of Life.